# Plesiochrysa brasiliensis
Plesiochrysa brasiliensis is een insect uit de familie van de gaasvliegen (Chrysopidae), die tot de orde netvleugeligen (Neuroptera) behoort. 
Plesiochrysa brasiliensis is voor het eerst wetenschappelijk beschreven door Schneider in 1851.